# Joseph Beecken
Joseph Jules Beecken (Liegi, 5 aprile 1904 – Heers, 5 febbraio 1948) è stato un pugile belga.

## Palmarès

### Olimpiadi
- Bronzo a Parigi 1924 nei pesi medi.